# 奉元曆
《奉元曆》，是中国古代曆法，北宋使用的第七部历法，屬於陰陽曆。
宋神宗命卫朴在熙宁八年（1075年）修成。颁布施行取代《崇天曆》。回归年为365.2436日，朔望月为29.53059日。宋哲宗元祐九年（1093年），被黄居卿撰写《觀天曆》取代。